# جون غريفين
جون غريفين (بالإنجليزية: John Griffin)‏ هو قاضي ومحامي وسياسي أمريكي، ولد في 1771، وتوفي في 1846. انتخب عضو مجلس ولاية نيويورك.